# Arcade (Lied)
Arcade (englisch für „Spielhalle“) ist ein englischsprachiger Popsong des niederländischen Sängers Duncan Laurence. Er gewann als Wettbewerbsbeitrag des Landes den Eurovision Song Contest 2019 im israelischen Tel Aviv.

## Musik und Text
Es handelt sich bei Arcade um eine mit elektronischen Klängen und weiblichem Hintergrundgesang untermalte Pop-Ballade. Das Lied wurde von Duncan Laurence selbst, Joel Sjöö, Wouter Hardy und Willi Knox komponiert. Oscar Holleman und Wouter Hardy waren die Produzenten des Stücks.
Das Stück ist in a-Moll geschrieben und besteht aus zwei Strophen, einer Bridge und einem Refrain. Nach einem Klavierintro mit Hintergrundgesang beginnt das Lied mit der ersten Strophe, auf die ein Pre-Chorus sowie schließlich der Refrain folgt. Nach der zweiten Strophe wird auf einen Pre-Chorus verzichtet, und Duncan Laurance singt direkt im Anschluss den Refrain, ehe er in die Bridge übergeht. Im letzten Refrain findet ein Akkordwechsel statt. Das Lied endet mit Thema des Intros.
Der Song handelt von einer „nicht gelebten Liebe“ und dem „Verlust eines geliebten Menschen, der jung gestorben ist und deshalb die große Liebe nicht mehr erleben kann“.
| “I’ve spent all of the love I saved. We were always a losing game. Small town boy in a big arcade. I got addicted to a losing game.” – Refrain, Originalauszug | „Ich habe die ganze Liebe ausgegeben, die ich gespart hatte. Wir waren immer ein verlorenes Spiel. Kleinstadtjunge in einer großen Spielhalle. Ich bin süchtig geworden nach einem verlorenen Spiel.“ – Refrain, Übersetzung |

## Hintergrund

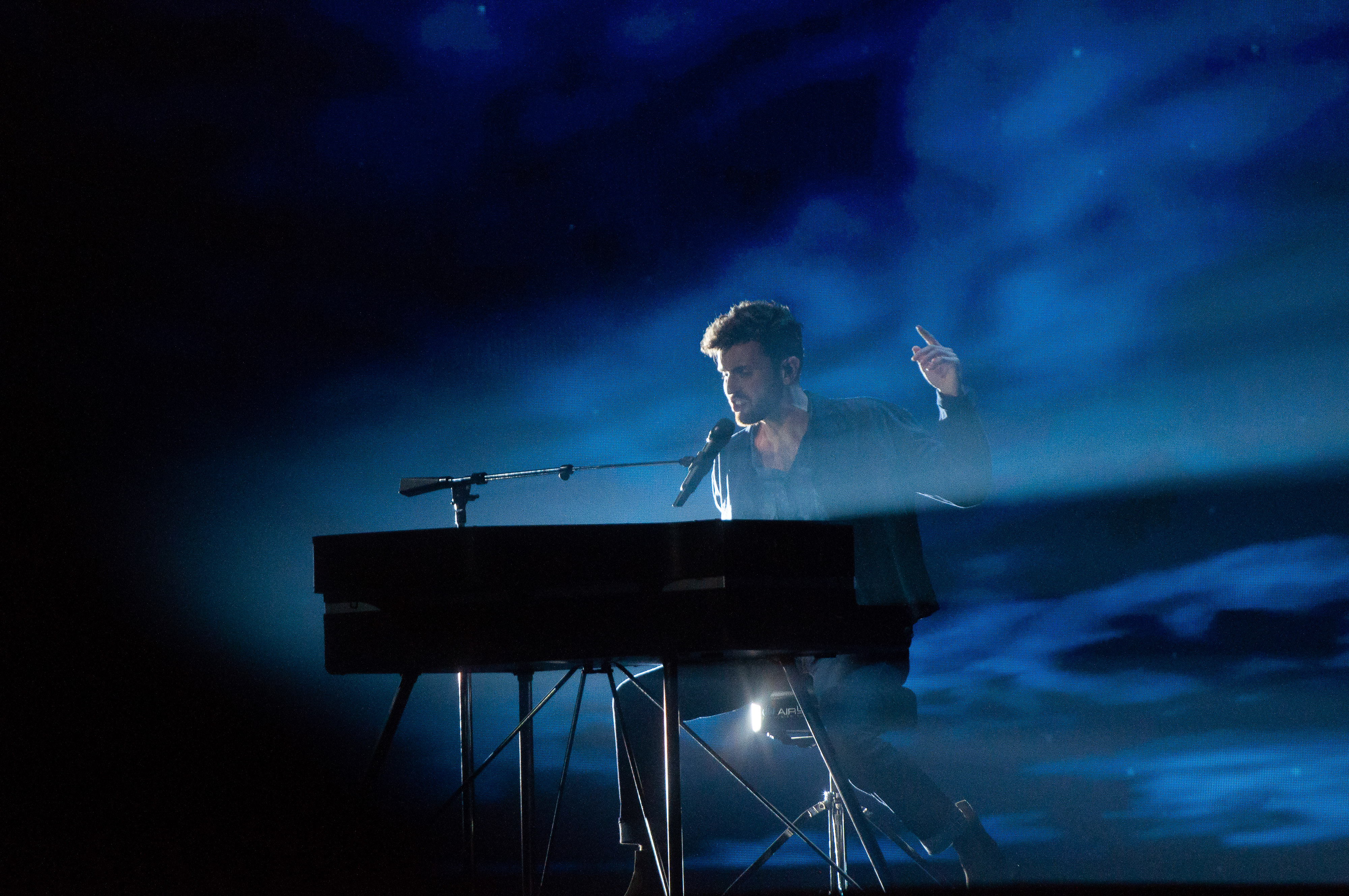
Duncan Laurence singt Arcade während der ESC-Proben

Duncan Laurence wurde intern vom niederländischen Sender AVROTROS ausgewählt. Am 28. Januar 2019 fand die Halbfinalauslosung statt, bei der jedes Land einem der beiden Halbfinale zugelost wurde; die Niederlande wurden in das zweite Halbfinale am 16. Mai 2019 gelost und traten in der zweiten Hälfte der Sendung auf Position 16 von 18 auf. Die Niederlande galt bereits im Vorfeld bei den Buchmachern als Favorit auf den Sieg. Die Niederlande gewann das zweite Halbfinale und erhielt von der Jury und von den Zuschauern jeweils 140 Punkte. Im Finale am 18. Mai wurde Arcade als zwölfter von 26 Beiträgen vorgestellt. Es gewann mit insgesamt 492 Punkten. Zwar konnte er weder das Jury- noch das Zuschauervoting gewinnen, doch reichten ihm 231 von der Jury (Platz drei) und 261 vom Publikum (Platz zwei) für den Sieg im Finale. Damit gewann die Niederlande nach 1957, 1959, 1969 und 1975 zum fünften Mal den Wettbewerb.

## Veröffentlichung und Promotion
Am 7. März 2019 wurde der Song in der Fernsehsendung De Wereld Draait Door der Öffentlichkeit vorgestellt. Bereits vor dem Wettbewerb erreichte er Platz eins der heimischen niederländischen Charts und Platz sieben in Belgien (Flandern).
Dank TikTok erlangte Arcade seit Herbst 2020 erneut Popularität. Harry-Potter-Fans unterlegten eine Filmszene aus dem Film Harry Potter und die Heiligtümer des Todes – Teil 2 mit dem Song, die vor der Veröffentlichung aus dem Film herausgeschnitten worden war. Auch in Make-up-, Drag-Queen- und Food-Videos ist der Song seitdem zu hören gewesen.

## Kommerzieller Erfolg

### Chartplatzierungen
| ChartsChartplatzierungen       | Höchstplatzierung | Wochen |
| ------------------------------ | ----------------- | ------ |
| Deutschland (GfK)              | 26 (21 Wo.)       | 21     |
| Niederlande (Media Markt)      | 1 (24 Wo.)        | 24     |
| Österreich (Ö3)                | 22 (20 Wo.)       | 20     |
| Schweiz (IFPI)                 | 6 (62 Wo.)        | 62     |
| Vereinigte Staaten (Billboard) | 30 (24 Wo.)       | 24     |
| Vereinigtes Königreich (OCC)   | 29 (13 Wo.)       | 13     |

| ChartsJahrescharts (2019) | Platzierung |
| ------------------------- | ----------- |
| Niederlande (Media Markt) | 3           |

| ChartsJahrescharts (2021)      | Platzierung |
| ------------------------------ | ----------- |
| Schweiz (IFPI)                 | 20          |
| Vereinigte Staaten (Billboard) | 82          |

### Auszeichnungen für Musikverkäufe
Die Single wurde in den Niederlanden bereits vor dem Finale mit Gold für 40.000 verkaufte Einheiten zertifiziert. Nach dem Finale erlangte sie Platinstatus für mehr als 80.000 verkaufte Einheiten. Inzwischen bekam die Single 4-fach-Platin für über 320.000 verkaufte Einheiten in den Niederlanden.
| Land/Region                  | Auszeichnungen für Musikverkäufe (Land/Region, Auszeichnung, Verkäufe) | Verkäufe  |
| ---------------------------- | ---------------------------------------------------------------------- | --------- |
| Australien (ARIA)            | Platin                                                                 | 70.000    |
| Belgien (BRMA)               | Platin                                                                 | 40.000    |
| Brasilien (PMB)              | 3× Diamant                                                             | 480.000   |
| Dänemark (IFPI)              | Platin                                                                 | 90.000    |
| Deutschland (BVMI)           | Platin                                                                 | 400.000   |
| Frankreich (SNEP)            | Diamant                                                                | 333.333   |
| Griechenland (IFPI)          | Gold                                                                   | 10.000    |
| Italien (FIMI)               | Platin                                                                 | 100.000   |
| Kanada (MC)                  | Platin                                                                 | 80.000    |
| Mexiko (AMPROFON)            | 3× Gold                                                                | 90.000    |
| Niederlande (NVPI)           | 4× Platin                                                              | 320.000   |
| Norwegen (IFPI)              | Gold                                                                   | 30.000    |
| Österreich (IFPI)            | Platin                                                                 | 30.000    |
| Polen (ZPAV)                 | Diamant                                                                | 250.000   |
| Portugal (AFP)               | 2× Platin                                                              | 20.000    |
| Schweden (IFPI)              | Gold                                                                   | 40.000    |
| Spanien (Promusicae)         | Platin                                                                 | 60.000    |
| Vereinigte Staaten (RIAA)    | Platin                                                                 | 1.000.000 |
| Vereinigtes Königreich (BPI) | Platin                                                                 | 600.000   |
| Insgesamt                    | 4× Gold · 17× Platin · 5× Diamant ·                                    | 4.043.333 |